# Alwin Schmundt
Alwin Hugo Ernst Gerhard Schmundt (* 26. Mai 1853 in Mühlhausen/Thüringen; † 3. Juli 1940) war ein preußischer Generalleutnant.

## Leben
Schmundt war der Sohn des Generalarztes Julius Schmundt und dessen Frau Germine, geborene Wahl. Nach dem Besuch des Gymnasiums in Breslau, wo er das Abitur erlangte, begann er am 1. Oktober 1873 seine militärische Laufbahn beim 1. Schlesischen Jäger-Bataillon Nr. 5 der Preußischen Armee in Görlitz ein. Noch im gleichen Jahr kam er als Sekondeleutnant zum 2. Schlesischen Jäger-Bataillon Nr. 6 nach Oels. 1882 wurde er zum Premierleutnant befördert. Danach besuchte er bis 1885 die Kriegsakademie und diente anschließend im Ostpreußischen Jäger-Bataillon Nr. 1 in Ortelsburg.
1889 wurde Schmundt Hauptmann und Kompaniechef beim Hannoverschen Jäger-Bataillon Nr. 10 in Goslar. 1897 diente er als Major im Infanterie-Regiment „von Goeben“ (2. Rheinisches) Nr. 28 und wurde zwei Jahre darauf Bataillonskommandeur. 1901 erfolgte seine Ernennung zum Kommandeur des Großherzoglich Mecklenburgischen Jäger-Bataillons Nr. 14. 1904 stieg er zum Oberstleutnant sowie am 27. Januar 1907 zum Oberst auf. Als solcher wurde Schmundt am 22. März 1907 zum Kommandeur des in Mülhausen stationierten 7. Badischen Infanterie-Regiments Nr. 142 ernannt. Vom 27. Januar bis zum 18. Dezember 1911 kommandierte er als Generalmajor die 58. Infanterie-Brigade. und wurde anschließend in gleicher Funktion bei der 5. Garde-Infanterie-Brigade verwendet. Am 22. März 1913 folgte mit seiner Beförderung zum Generalleutnant die Ernennung zum Kommandeur der 20. Division in Hannover.
Diesen Großverband führte Schmundt nach dem Ausbruch des Ersten Weltkriegs zunächst beim Einmarsch in das neutrale Belgien. Dort beteiligte er sich an der Eroberung von Lüttich und der Schlacht bei Namur, bevor die Division weiter nach Frankreich vorrückte und in der Schlacht bei St. Quentin kämpfte. Im September 1914 gab er seine Division ab und übernahm das Kommando über die 19. Ersatz-Division (Königlich Sächsische), mit der er im Stellungskampf an der Westfront zum Einsatz kam.
Er war seit 1887 mit Margareta, geborene Mangelsdorff, verheiratet.